# RSG Magister Alvinus
De RSG Magister Alvinus is een openbare scholengemeenschap voor voortgezet onderwijs, gevestigd in Sneek. De school biedt vmbo, havo, vwo en gymnasium aan.

## Historie
RSG Magister Alvinus is vernoemd naar de eerste rector van de Latijnse school te Sneek, een belangrijk onderwijscentrum in de 15e eeuw. De studenten die aan deze school onderwijs genoten, waaierden na hun studie uit naar vervolgopleidingen in alle windrichtingen. Magister Alvinus gaf daarmee in circa 1400 aan hoe het onderwijs volgens hem zou moeten zijn, namelijk zo dat studenten alle kansen moeten krijgen om hun eigen weg te vinden.
De scholengemeenschap is in 1971 ontstaan door een fusie van de Rijksscholengemeenschap (met havo en atheneum) met het Stedelijk Magister Alvinus-gymnasium. Later zijn ook andere onderwijsvormen toegevoegd. Thans telt de school ongeveer 1850 leerlingen, die zijn ondergebracht in één hoofdgebouw, gevestigd in Sneek. Het huidige gebouw is in 1958 in gebruik genomen en later uitgebreid. De school heeft een leerlingenraad en MR.

## Overig
De RSG Magister Alvinus is een van de tien scholen die meedoen aan het Fries Jeugd Parlement, een jaarlijks evenement waarbij het bestuur van de provincie Friesland door jongeren wordt nagespeeld.
De RSG Magister Alvinus organiseert elk jaar de Magister Alvinuslezing. Sprekers waren onder andere Nelleke Noordervliet (2012) en Herman Pleij (2013).

## Bekende oud-leerlingen
- Farshad Bashir, politicus en jongste Tweede Kamerlid ooit[3]
- Laurens ten Cate, journalist en publicist
- Charles Groenhuijsen, journalist en publicist[4]
- Bernhard van Haersma Buma, burgemeester Sneek en Workum
- Sybrand van Haersma Buma, politicus en burgemeester Leeuwarden[5]
- Habtamu de Hoop, politicus en presentator
- Johannes Kramer, politicus, gedeputeerde Friesland en burgemeester Noardeast-Fryslân
- Pauline Krikke, politica en burgemeester Den Haag
- Frits van der Meer, archeoloog, kunsthistoricus, literator en katholiek priester[6]
- Erik van den Muijzenberg, internetcolumnist en republikein
- Theunis Piersma, bioloog
- Michel Vlap, voetballer
- Mel Wallis de Vries, schrijfster
- Nyck de Vries, autocoureur